# Ginowicze
Ginowicze (biał. Гінавічы) – wieś na Białorusi, położona w obwodzie grodzieńskim w rejonie grodzieńskim w sielsowiecie podłabieńskim.
W latach 1921–1939 Ginowicze należały do gminy Hołynka w ówczesnym województwie białostockim.